# Südfriedhof (Cottbus)

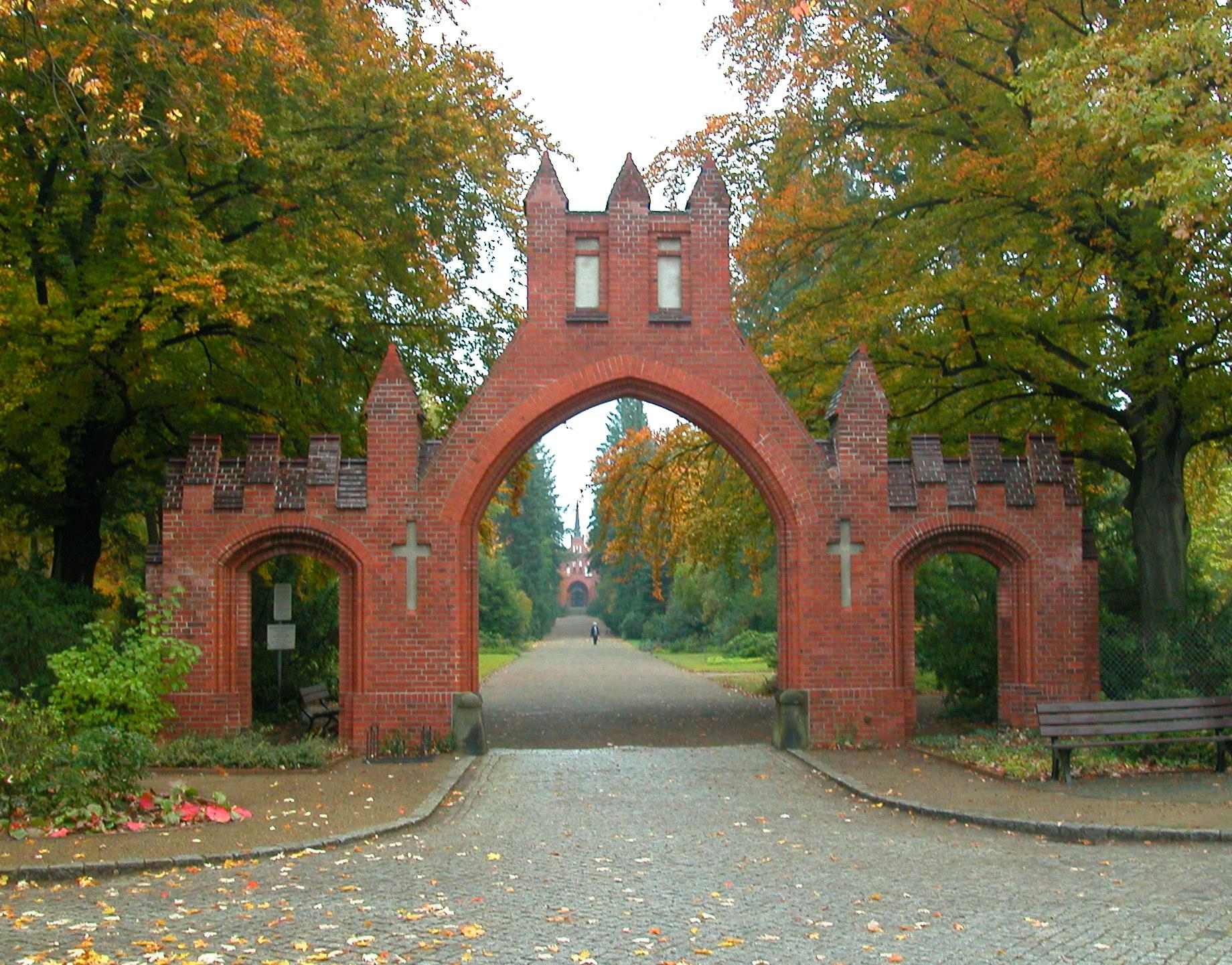
Eingangstor zum Südfriedhof

Der Südfriedhof von Cottbus befindet sich in der Dresdener Straße südlich der Innenstadt.

## Geschichte

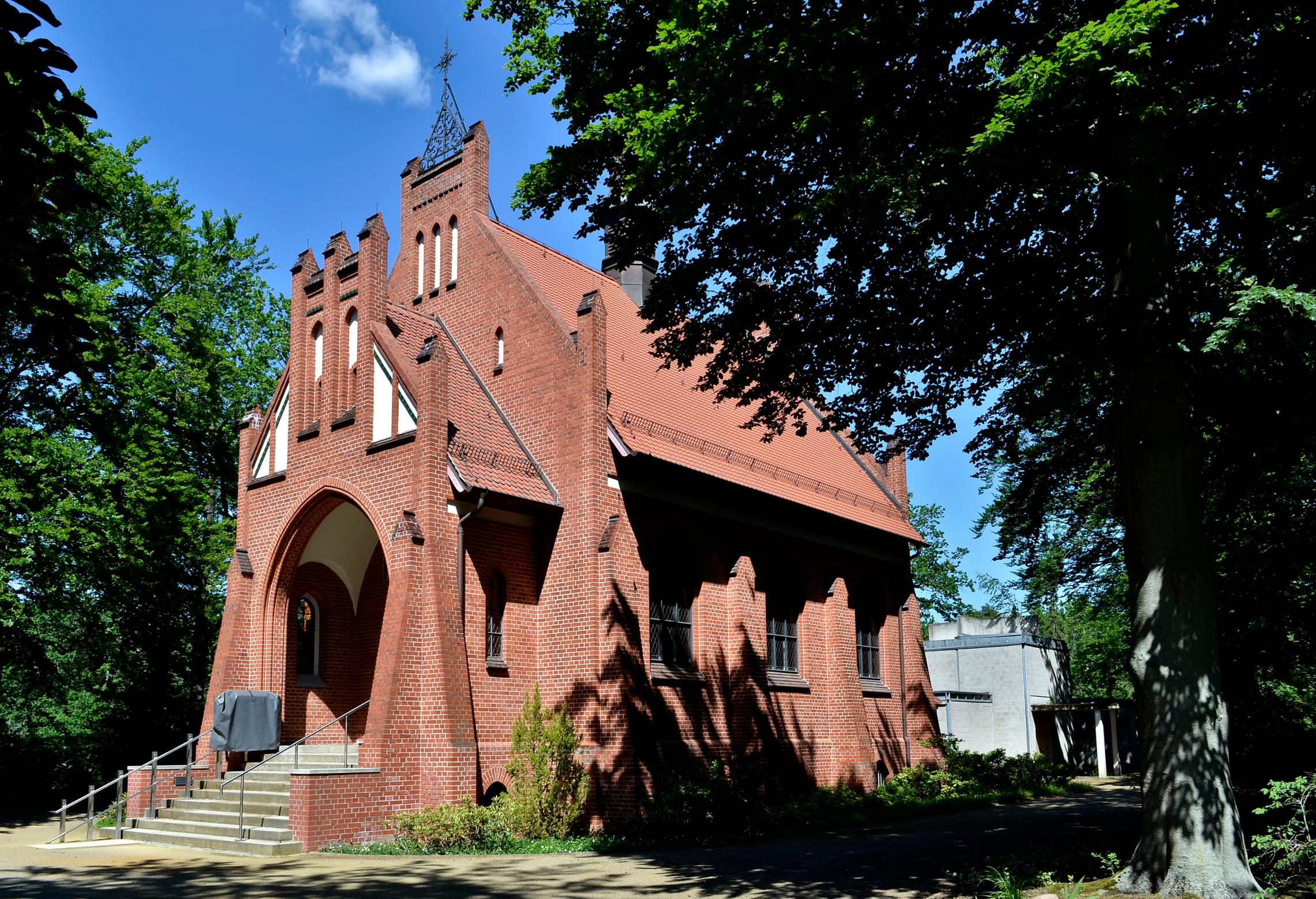
Trauerhalle des Südfriedhofs

Im Jahr 1900 beschloss der Stadtrat die Eröffnung eines neuen und größeren Friedhofs im Süden der Stadt, der 1904, während der Amtszeit von Oberbürgermeister Paul Werner, eingeweiht wurde. In der Nacht vom 25. zum 26. Juni 1904 überführte man die sterblichen Überreste mehrerer angesehener Familien aus ihren Erbbegräbnissen vor dem Spremberger Tor auf den neuen Friedhof. Die Exhumierten fanden in noch heute erkennbaren Sammelgräbern ihre letzte Ruhe. Im gleichen Monat erfolgten die ersten beiden kirchlichen Beisetzungen. Die Weihepredigt wurde am 20. November 1904 gehalten.
Der Friedhof war für den gesamten Stadtteil südlich des Straßenzuges Kaiser-Friedrich-Straße (jetzt Karl-Liebknecht-Straße) und Kaiser-Wilhelm-Platz (heute Brandenburger Platz) zugeordnet. Nach dem Zweiten Weltkrieg erhielt der Friedhof durch die Gartenarchitekten Joachim Scherzer und August Wiggon das Gepräge eines Waldparks, der in die „Madlower Schluchten“ übergeht. Neben Erd- und Feuerbestattung sind jetzt auch Waldbestattungen möglich.

## Aufbau

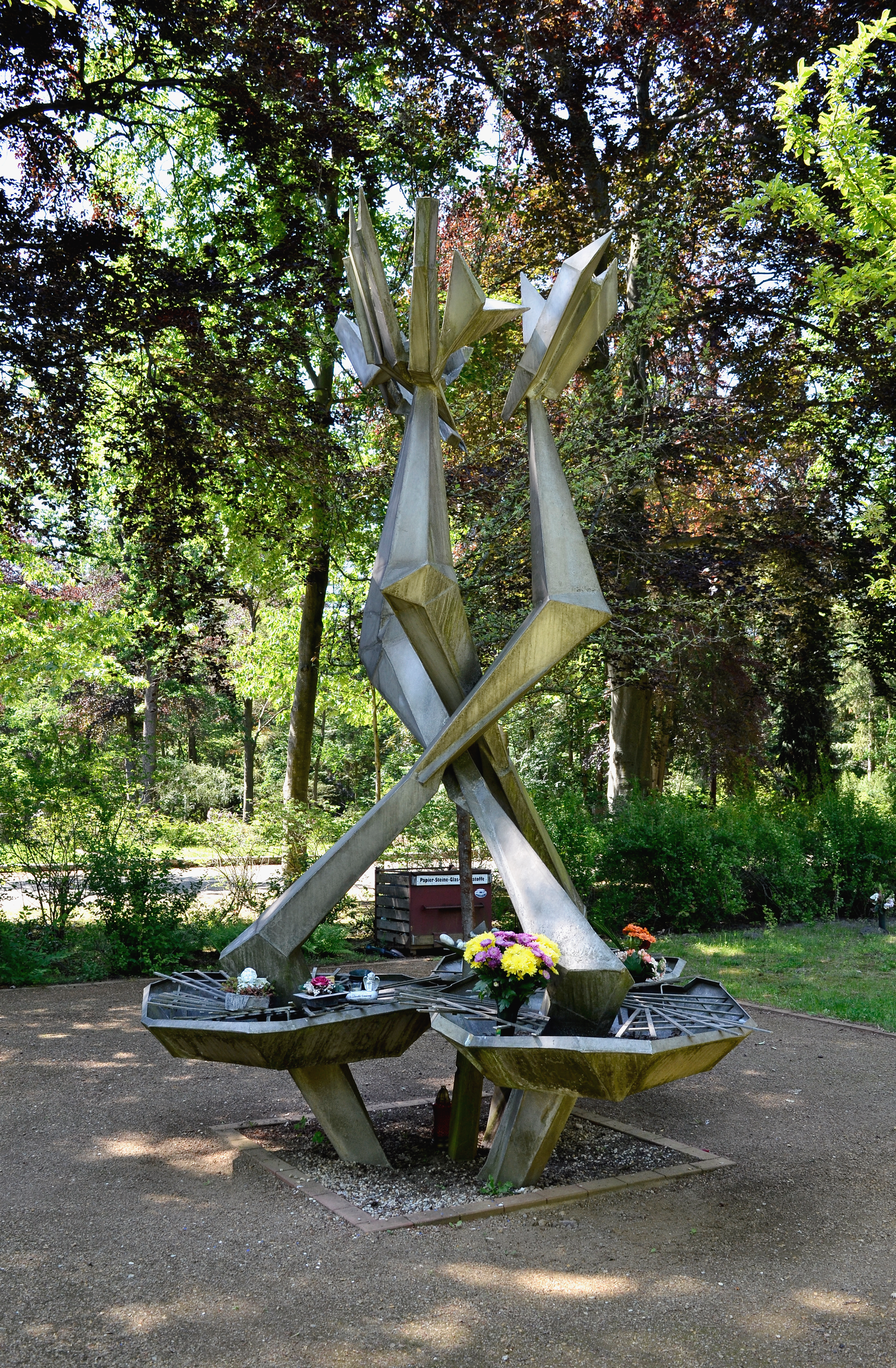
Denkmal auf dem Gelände des Südfriedhofes

Der 2,27 Hektar große „Gottesacker“ steht unter Denkmalschutz.
Von der Straße der Jugend betritt man durch ein markantes schmales Klinkertor (nordische Backsteingotik) die Hauptallee, auf der man gegen Süden in die im gleichen Stil errichtete Friedhofskapelle gelangt. An der Hauptallee fanden Cottbuser Persönlichkeiten ihre letzte Ruhe.
Die im Jahr 1904 im neogotischen Stil erbaute Feierhalle wurde 2009 rundum saniert. Archäologische Funde brachten eine Verzögerung der Baumaßnahme mit sich. Wandmalereien mit floralen Elementen wurden restauriert. Im Chorraum wurde der Originalbehang und die Originalfliesen sichtbar gemacht.
Über eine Treppenliftanlage ist die Halle barrierefrei erreichbar. Auch die Außenanlagen um die Halle wurden neu gestaltet und die Wege saniert. In Anlehnung an die vorherige Bepflanzung sind Rhododendren, Mahonien und als Bodendecker Vinca gepflanzt worden.
500 m südlich befindet sich der 1945 errichtete Glockenturm, der in der Nähe der bestatteten Opfer des Bombenangriffes vom 15. Februar 1945 errichtet wurde sowie die Stätte für Waldbestattungen.
Für den Friedhain wurde ein Waldstück ästhetisch aufgearbeitet, das auch Platz für neue Bäume bietet. Auf dem ursprünglich ungenutzten und als Vorhaltefläche für Bestattungen ausgewiesenen Areal finden inzwischen auch Urnenbestattungen statt. 
Im Süden des Friedhofes befindet sich die Kriegsgräberstätte sowohl für militärische als auch für zivile Opfer des Ersten und Zweiten Weltkrieges. Hier befindet sich auch der „Neue Jüdische Friedhof“.

## Einzelgräber
Zu den bekannten Persönlichkeiten, die auf dem Südfriedhof ihre letzte Ruhestätte fanden, gehören der Chirurg Carl Thiem (1850–1917), der Architekt und Stadtrat Ewald Schulz (1850–1906), der Kommunalpolitiker Karl Dölling (1922–1986) und die Sportjournalistin Jana Thiel (1971–2016).